# 16829 Richardfrench
16829 Richardfrench este o planetă minoră (asteroid), cu un diametru de 4,76 km, din centura de asteroizi. A fost descoperită pe 24 noiembrie 1997 la Observatorul Național Kitt Peak de Spacewatch și a fost numită după Richard G. French⁠(d). 
Obiectul prezintă o orbită caracterizată de o semiaxă mare de 2,2154906 UAi, o excentricitate de 0,17, o înclinație de 5,67898 ° în raport cu ecliptica.